# Bentley (Warwickshire)
Bentley es una parroquia civil y un pueblo del distrito de North Warwickshire, en el condado de Warwickshire (Inglaterra).

## Demografía
Según el censo de 2001, Bentley tenía 101 habitantes (53,47% varones, 46,53% mujeres). El 17,82% eran menores de 16 años, el 70,3% tenían entre 16 y 74, y el 11,88% eran mayores de 74. La media de edad era de 31,36 años. Del total de habitantes con 16 o más años, el 24,1% estaban solteros, el 55,42% casados, y el 20,48% divorciados o viudos. Todos los habitantes eran blancos.
Había 49 hogares con residentes y ninguno vacío.